# Cambarus halli
Cambarus halli är en kräftdjursart som beskrevs av Hobbs 1968. Cambarus halli ingår i släktet Cambarus och familjen Cambaridae. IUCN kategoriserar arten globalt som livskraftig. Inga underarter finns listade i Catalogue of Life.